# Aberační elipsa
Aberační elipsa je důsledek roční aberace světla. V důsledku pohybu Země s pozorovatelem kolem Slunce, hvězdy na obloze zdánlivě opisují aberační elipsu s velkou poloosou 20,496 úhlové vteřiny, což je hodnota tzv. aberační konstanty k.
Malá poloosa závisí na ekliptikální šířce hvězdy: hvězda na ekliptice ji má nulovou a její zdánlivý pohyb je úsečka délky 2 × k, směrem od ekliptiky se postupně zvětšuje, přičemž hvězda na pólu ekliptiky má malou poloosu rovnou aberační konstantě a provádí tak na obloze zdánlivý kruhový pohyb.
Aberační elipsa se odlišuje od elipsy paralaxy tím, že má velkou poloosu pro všechny hvězdy stejnou, rovnající se aberační konstantě. Paralaktická elipsa je pro všechny hvězdy jiná a závisí na jejich vzdálenosti od Země. Aberační a paralaktická elipsa jsou vzhledem na sebe fázově posunuté o 90°.